# Ligue 2 2004/05
Die Ligue 2 2004/05 war die 66. Austragung der zweithöchsten französischen Fußballliga. Es handelte sich dabei um eine Liga ausschließlich mit Profimannschaften.
Gespielt wurde vom 6. August 2004 bis zum 27. Mai 2005. Zweitligameister wurde AS Nancy.

## Vereine
Teilnahmeberechtigt waren die 14 Vereine, die nach der vorangegangenen Spielzeit weder in die erste Liga auf- noch in die dritte Liga (National) oder tiefer abgestiegen waren; dazu kamen drei Erstligaabsteiger und drei Aufsteiger aus der National.
Somit spielten in dieser Saison folgende 20 Mannschaften um die Meisterschaft der Ligue 2:
- eine aus dem Norden (SC Amiens)
- vier aus Île-de-France und Champagne (US Créteil Lusitanos, Aufsteiger Stade Reims, CS Sedan, ES Troyes AC)
- sieben aus dem Nordwesten (Le Havre AC, Stade Laval, die beiden Absteiger Le Mans UC und En Avant Guingamp, Aufsteiger Stade Brest, FC Lorient, SCO Angers)
- drei aus dem Nordosten (AS Nancy, Aufsteiger FCO Dijon, FC Gueugnon)
- zwei aus dem Südwesten (La Berrichonne Châteauroux, Chamois Niort)
- drei aus dem Südosten (Clermont Foot Auvergne, Grenoble Foot, Absteiger HSC Montpellier)

Direkt aufstiegsberechtigt waren die drei erstplatzierten Klubs. Die drei schlechtestplatzierten Teilnehmer mussten absteigen und wurden durch ebenso viele Drittligaaufsteiger ersetzt.

## Saisonverlauf
Jede Mannschaft trug gegen jeden Gruppengegner ein Hin- und ein Rückspiel aus, einmal vor eigenem Publikum und einmal auswärts. Es galt die Drei-Punkte-Regel; bei Punktgleichheit gab die Tordifferenz den Ausschlag für die Platzierung.
Die drei späteren Aufsteiger hatten sich bereits mehrere Spieltage vor Saisonende so weit vom Verfolgerfeld abgesetzt, dass sie die Zweitligameisterschaft vergleichsweise „entspannt“ unter sich ausspielen konnten. Dabei hatte Nancy am Ende die Nase vorne, während Le Mans – nach nur einem Jahr in der L2 – und Troyes punktgleich einliefen. Hinter ihnen platzierte sich eine Gruppe von sechs Mannschaften, zu denen auch die beiden anderen Vorjahresabsteiger (Guingamp und Montpellier) sowie zwei Teams, die zwölf Monate zuvor noch drittklassig angetreten waren (Dijon und Brest) zählten. Auch der dritte Vorjahresaufsteiger, die Rot-Weißen aus Reims, konnte seine Zugehörigkeit zur zweiten Liga für eine weitere Saison sichern.
In den 380 Begegnungen wurden 848 Treffer erzielt; das entspricht einem Mittelwert von 2,2 Toren je Spiel. Erfolgreichster Torschütze und damit Gewinner der Liga-Torjägerkrone war Bakari Koné aus Lorient mit 24 Treffern, der damit mehr als die Hälfte aller Tore seiner Mannschaft erzielt hatte. Zur folgenden Spielzeit kamen mit Stade Malherbe Caen, SC Bastia und dem FC Istres drei Absteiger aus der Ligue 1 hinzu; aus der dritthöchsten Liga stiegen bloß zwei Mannschaften auf, nämlich der Valenciennes-Anzin FC und – nach 16 Jahren Profifußball-Abwesenheit dieses besonders traditionsreichen Klubs – der FC Sète. Der Vizemeister der National (D3), die AS d’Origine Arménienne Valence, erhielt nach Saisonende aus finanziellen Gründen keine Lizenz für die zweite Liga; dadurch musste der Tabellenachtzehnte Clermont doch nicht absteigen.

## Abschlusstabelle
| Pl. | Verein                 | Sp. | S  | U  | N  | Tore    | Diff. | Punkte |
| --- | ---------------------- | --- | -- | -- | -- | ------- | ----- | ------ |
| 1.  | AS Nancy               | 38  | 21 | 8  | 9  | 054:330 | +21   | 71     |
| 2.  | Le Mans UC (A)         | 38  | 20 | 8  | 10 | 051:300 | +21   | 68     |
| 3.  | ES Troyes AC           | 38  | 20 | 8  | 10 | 061:480 | +13   | 68     |
| 4.  | FCO Dijon (N)          | 38  | 14 | 15 | 9  | 044:340 | +10   | 57     |
| 5.  | LB Châteauroux         | 38  | 14 | 15 | 9  | 051:430 | +8    | 57     |
| 6.  | CS Sedan               | 38  | 16 | 9  | 13 | 038:380 | ±0    | 57     |
| 7.  | EA Guingamp (A)        | 38  | 15 | 11 | 12 | 053:430 | +10   | 56     |
| 8.  | HSC Montpellier (A)    | 38  | 15 | 10 | 13 | 044:390 | +5    | 55     |
| 9.  | Stade Brest (N)        | 38  | 13 | 16 | 9  | 038:340 | +4    | 55     |
| 10. | FC Lorient             | 38  | 14 | 8  | 16 | 047:510 | −4    | 50     |
| 11. | Grenoble Foot          | 38  | 12 | 12 | 14 | 045:500 | −5    | 48     |
| 12. | FC Gueugnon            | 38  | 12 | 12 | 14 | 030:400 | −10   | 48     |
| 13. | SC Amiens              | 38  | 11 | 14 | 13 | 041:410 | ±0    | 47     |
| 14. | Stade Laval            | 38  | 13 | 8  | 17 | 043:510 | −8    | 47     |
| 15. | US Créteil             | 38  | 11 | 13 | 14 | 042:380 | +4    | 46     |
| 16. | Stade Reims (N)        | 38  | 10 | 13 | 15 | 034:550 | −21   | 43     |
| 17. | Le Havre AC            | 38  | 11 | 9  | 18 | 028:420 | −14   | 42     |
| 18. | Clermont Foot Auvergne | 38  | 8  | 15 | 15 | 034:390 | −5    | 39     |
| 19. | SCO Angers             | 38  | 8  | 14 | 16 | 032:440 | −12   | 38     |
| 20. | Chamois Niort          | 38  | 9  | 8  | 21 | 038:550 | −17   | 35     |

Platzierungskriterien: 1. Punkte – 2. Tordifferenz – 3. geschossene Tore

| (A) | Absteiger aus der Ligue 1 2003/04 |
| (N) | Neuaufsteiger                     |